# Heerlijkheid Almelo

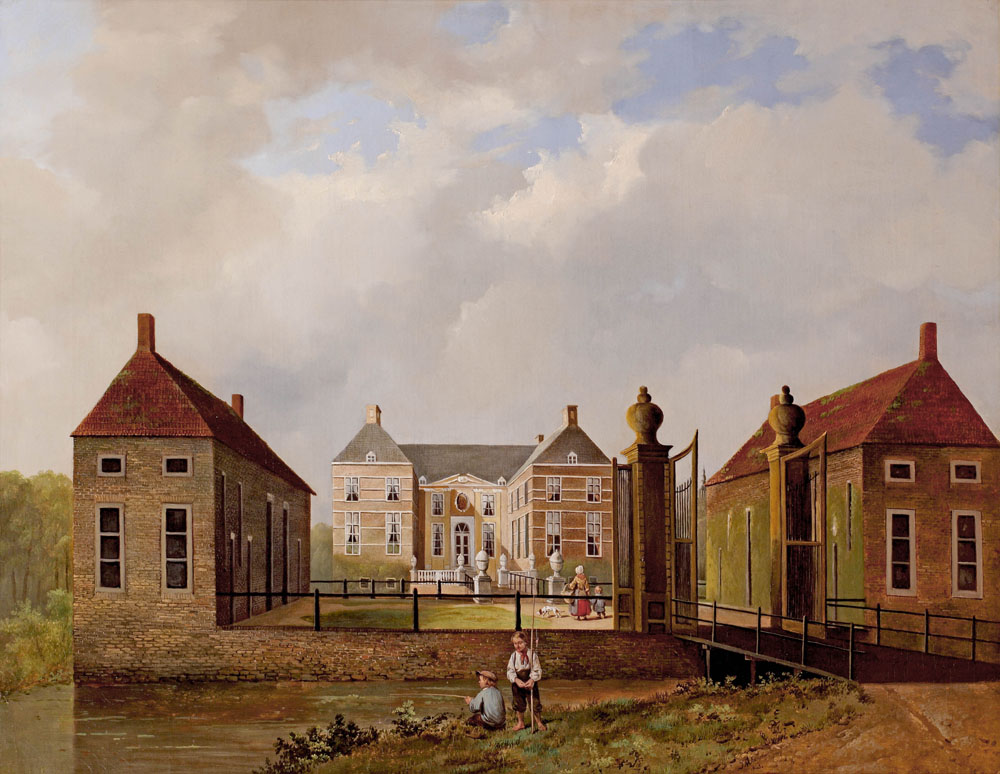
Huize Almelo na 1652

De heerlijkheid Almelo is een voormalige heerlijkheid gelegen in de huidige Nederlandse provincie Overijssel.
Vanaf de 13e eeuw was het een lage heerlijkheid, vanaf 1627 een hoge heerlijkheid als deel van het  Landschap Twente. Tot haar opheffing in 1795 was het in bezit van het geslacht Van Rechteren Limpurg, met als verblijf het Huis Almelo.

## Geschiedenis
De naam Van Almelo wordt voor het eerst aangetroffen in een charter uit 1157. In dat jaar verscheen Everhard van Almelo als getuige, toen het Kapittel van Sint Pieter te Utrecht een erf bij Warnsveld in leen gaf.
Tot 1528 maakten de bisschoppen van Utrecht de dienst uit in Overijssel, als deel van het Oversticht. In de loop der eeuwen hadden de heren van Almelo zich echter een min of meer onafhankelijke positie ten opzichte van de Utrechtse bisschoppen weten te verwerven. Vanaf 1278 noemde Arnold II van Almelo zich dominus Ar(noldus) miles de Almelo.
Toen Arnold IV van Almelo tussen 1360 en 1366 overleed, stierf het geslacht Van Almelo in mannelijke lijn uit. De heerlijkheid Almelo ging nu over op zijn erfdochter Beatrix II. Zij trouwde omstreeks 1350-1360 met Evert van Heeckeren. Door dit huwelijk kwam de heerlijkheid Almelo in het geslacht van Heeckeren.
Omstreeks 1370 liet Evert Almelose munten slaan. Kort daarna kwam de heerlijkheid in het bezit van Otto van Heeckeren. Nadat hij in 1462 het kasteel Rechteren bij Dalfsen uit zijn vaders nalatenschap had verkregen, noemde hij zich niet meer van Heeckeren, maar van Rechteren.
De Opstand en de Reformatie gingen niet aan Almelo voorbij. Johan van Rechteren (ca. 1595-1641) ging in 1620 als eerste heer van Almelo over tot de Nederduits Gereformeerde Kerk. Op 2 juni van dat jaar bepaalden Ridderschap en Steden, ook wel de Staten van Overijssel genoemd, dat Johan en zijn opvolgers het recht hadden om predikanten te benoemen. Bovendien kregen zij het beheer over de eigendommen van de kerk. Met het verkrijgen van de hoge rechtspraak op 16 april 1627 wist Johan zijn invloed in de heerlijkheid nog verder uit te bouwen. Na zijn overlijden erfde zijn oudste zoon Zeger van Rechteren de heerlijkheid Almelo.
Nadat Zeger in 1674 kinderloos was overleden, vererfde de heerlijkheid op zijn neef Adolf Hendrik van Rechteren. Adolf Hendrik kwam via zijn huwelijk in 1695 met gravin Sophia Juliana van Castell-Rüdenhausen in contact met talloze Duitse vorstenhoven. Vanwege deze goede relaties werd hij in 1701 door de Staten-Generaal als extraordinaris envoyé (gezant) naar de keurvorst van Mainz afgevaardigd. Tevens werd Adolf Hendrik namens de Staten-Generaal als onderhandelaar naar het hof van keizer Leopold I te Wenen gestuurd. Hier wist Adolf Hendrik zich zo verdienstelijk te maken, dat de keizer hem in 1705 tot rijksgraaf van het Heilige Roomse Rijk verhief.
Naast zijn omvangrijke diplomatieke carrière hield Adolf Hendrik zich ook met Almelose zaken bezig. Met zijn toestemming werd het uit 1489 daterende raadhuis in 1690 afgebroken en door een nieuw vervangen. Hij wilde dat naast het wapen van de stad Almelo ook zijn familiewapen tegen de gevel van het raadhuis zou prijken. Deze wens stuitte echter op verzet bij de Almelose burgerij. Zij stelden dat het de Almelose burgers waren die de bouw van het raadhuis bekostigd hadden en Adolf Hendrik daarom niet het recht had er zijn familiewapen op aan te brengen. In de nacht van 27 op 28 januari 1695 werd het wapen van Adolf Hendrik door onbekenden beschadigd. Toen een metselaar in zijn opdracht de schade wilde herstellen werd deze van een ladder getrokken. Adolf Hendrik toonde zich hierover zeer verbolgen. Hij eiste dat de schade alsnog hersteld zou worden, hetgeen uiteindelijk ook geschiedde. Tijdens de Bataafse Revolutie in 1795 werd het wapen van de familie van Rechteren alsnog van de gevel verwijderd.
In 1725 gaf Adolf Hendrik ook de aanzet tot de herbouw van de kerk aan het huidige Kerkplein te Almelo. Het duurde nog tot 1738 eer er voldoende geld bijeen was gebracht om met de bouw te beginnen.
Na zijn dood werd graaf Adolf Hendrik door zijn zoon graaf Philip Zeger opgevolgd. Deze overleed in 1771 en liet slechts één dochter na, gravin Sofia Carolina Florentina. De erfopvolging van gravin Sofia werd aangevochten door haar ooms en neven. Zij waren de mening toegedaan dat de heerlijkheid Almelo alleen via de mannelijke lijn kon vererven. Er volgde een jarenlange opvolgingsstrijd die uiteindelijk in 1786 in het voordeel van gravin Sofia uitpakte.
Gedurende de opvolgingsperikelen trad de gravin wel op als vrouwe van Almelo. Gedurende haar bewind werd de gravin veelvuldig geplaagd door de Almelose burgerij die haar invloed over het stadsbestuur wilde inperken. Tijdens de zogenaamde patriottentijd richtten opstandige Almelose burgers in 1783 zelfs een burgervrijkorps op dat zich van wapens wist te voorzien. In haar geschillen met de burgerij werd de gravin bijgestaan door de bekende Oldenzaalse advocaat Jan Willem Racer.
Met de komst van Pruisische soldaten in september 1787 werd de opstandige burgerij teruggewezen, en leek alles weer tot het oude terug te keren. Echter na de Bataafse Revolutie en de inval van Franse republikeinse troepen in 1795 werd het ancien régime in Nederland definitief omvergeworpen. Overal formeerden zich nieuwe revolutionaire stadsbesturen. Nog in hetzelfde jaar werd de heerlijkheid Almelo onder luid protest van de gravin ontbonden.